# Andy Dalton (football américain)
Pour l’article homonyme, voir Andy Dalton.
(en) Statistiques sur pro-football-reference
Andrew « Andy » Gregory Dalton, né le 29 octobre 1987 à Katy, est un joueur américain de football américain qui évolue au poste de quarterback pour les Panthers de la Caroline dans la National Football League (NFL). Il a également joué pour les Bengals de Cincinnati, les Cowboys de Dallas, les Bears de Chicago et les Saints de La Nouvelle-Orléans.

## Biographie

### Carrière universitaire
Il rejoint les Horned Frogs de TCU en 2006, bien qu'il ne joue qu'à partir de 2007 du fait de son statut de Redshirt.
Il mène son équipe au bilan parfait de 12-0 au cours de la saison universitaire 2009. Ils s'inclinent toutefois, pour leur unique défaite, lors du Fiesta Bowl face aux Broncos de Boise State.
L'année suivante, après une nouvelle saison parfaite (13-0), il permet à son équipe de remporter le Rose Bowl face aux Badgers du Wisconsin, sur le score de 21-19.

### Carrière professionnelle

#### Bengals de Cincinnati
Il est sélectionné à la 35e position (2e tour) lors de la draft 2011 de la NFL par les Bengals de Cincinnati, afin de pallier l'absence de Carson Palmer qui déclare refuser de rejouer pour les Bengals après la saison 2010.

##### Saison 2011
Il est désigné titulaire dès le début de la saison, à la suite de la mise en réserve puis de l'échange de Carson Palmer et est préféré à Bruce Gradkowski. Premier quarterback rookie non-sélectionné au premier tour de la draft à pourtant démarrer les 16 matchs de la saison, il permet à son équipe de terminer sur le bilan de 9 victoires pour 7 défaites qui offre aux Bengals la voie des play-offs. Toutefois, ils s'inclinent dès les wild-cards, contre les Texans de Houston, sur le score de 31-10.
À l'issue de cette première saison, il est invité au Pro Bowl, où sont présents pour la première fois deux quarterbacks rookies (avec Cam Newton).

##### Saison 2012
Cette saison est l'occasion pour lui d'améliorer son niveau de jeu. Son début de saison est pourtant aussi mitigé que celui de son équipe, et à la mi-saison, il a lancé au moins une interception dans chacun de ses huit premiers matchs, à l'issue desquels son équipe finit sur un bilan de 3-5. Néanmoins, lors de la 11e journée, il mène son équipe à la victoire contre les Giants de New York, tenants du titre, en lançant 4 touchdowns pour 199 yards et aucun turnover pour la première fois de la saison. Il est alors nommé pour la première fois de sa carrière joueur offensif de l'AFC de la semaine. Ce match constitue un tournant pour les Bengals cette saison-là : à partir de celui-ci, ils enchaînent six victoires pour une seule défaite (20-19, contre Dallas), et Dalton commet moins d'erreurs. Il remporte notamment la première victoire de sa carrière contre les rivaux des Bengals, les Steelers de Pittsburgh, à l'occasion du crucial avant-dernier match de la saison. Finalement, ils terminent sur le bilan étonnant de 10-6 et Andy Dalton parvient à mener son équipe en play-offs pour la deuxième saison consécutive.
Pour la deuxième année de suite, il doit faire face à une Wild-Card face aux Texans de Houston. Si son équipe résiste mieux que l'année précédente, les Bengals s'inclinent encore à ce niveau, sur le score de 19 à 13.

##### Saison 2013
Cette saison est celle du paradoxe pour Dalton : s'il devient un quarterback bien plus solide, il offre quelques performances bien déroutantes. Dès le premier match de la saison, il complète 78,8 % de ses passes, le plus haut total de sa carrière, mais subit aussi deux interceptions qui entraînent la défaite de son équipe face aux Bears de Chicago. La 6e semaine, il lance pour 337 yards, 3 touchdowns et 1 interception au cours d'une victoire face aux Bills de Buffalo, ce qui lui vaut d'être nommé Joueur Offensif AFC de la semaine. La semaine suivante, il participe à la victoire de son équipe face aux Lions de Détroit en lançant pour 372 yards, 3 touchdowns et aucun turnover et obtient une évaluation excellente de 135.9. La semaine suivante il réitère en lançant 5 touchdowns, le plus haut total de sa carrière en un seul match, face aux Jets de New York. Pour ces performances, il est nommé Joueur Offensif AFC du mois d'octobre pour la première fois de sa carrière. Pourtant, dès la rencontre suivante, il subit 3 interceptions pour aucun touchdown au cours d'une défaite 22-20 contre les Dolphins de Miami. La semaine suivante, il lance de nouveau 3 interceptions contre les Ravens de Baltimore. Le mois de décembre se déroule mieux pour lui : lors de la 14e semaine, face aux Colts d'Indianapolis, il inscrit 3 touchdowns à la passe et 1 à la course, puis enchaîne deux matchs où il totalise 6 touchdown pour aucune interception. Lors du dernier match de la saison, bien qu'il remporte le match qui élimine les Ravens de Baltimore des play-offs, il lance 2 touchdowns et 4 interceptions. Il termine la saison régulière en dépassant pour la première fois la barre des 4 000 yards (avec 4 293), et se classe troisième de la saison en nombre de touchdowns inscrits (avec 33). Il subit néanmoins 20 interceptions, le plus haut total de sa carrière, et enregistre une évaluation moyenne de 88.8, toutefois meilleure que ses saisons précédentes.
Il aide en tout cas son équipe à enregistrer l'excellent bilan de 11-5, à remporter son premier titre de Division Nord depuis son arrivée et à aller pour la troisième fois de suite en play-offs, une première dans l'histoire des Bengals. Opposé à domicile, en Wild-Card, aux Chargers de San Diego, Dalton inscrit le premier touchdown de sa carrière en play-offs, mais subit un véritable calvaire en deuxième mi-temps : intercepté deux fois, il perd également un ballon sur fumble, des turnovers qui condamnent son équipe, défaite 27-10. En trois participations consécutives en play-offs, il reste ainsi toujours vaincu dès le premier match de Wild-Card.

#### Cowboys de Dallas
Après avoir passé neuf saisons avec les Bengals, il est libéré par la franchise le 30 avril 2020 après que celle-ci ait sélectionné le quarterback Joe Burrow avec leur premier choix lors de la draft récente. Il signe deux jours après un contrat d'un an avec les Cowboys de Dallas pour être le remplaçant de Dak Prescott.
Durant la 5e semaine contre les Giants de New York, il entre sur le terrain après que Prescott se soit blessé à la cheville et complète le travail en aidant les Cowboys à remporter la partie au score de 37 à 34. Prescott étant forfait pour le restant de la saison, il devient le quarterback titulaire des Cowboys la semaine suivante contre les Cardinals de l'Arizona. 

#### Bears de Chicago
En mars 2021, il signe un contrat d'un an avec les Bears de Chicago pour un montant de 10 millions de dollars.

## Statistiques professionnelles
| Année  | Équipe                | MJ     |         | Passes   | Passes | Passes | Passes | Passes | Passes | Passes  |       | Courses | Courses | Courses | Courses |  | Fumbles | Fumbles |
| Année  | Équipe                | MJ     | Tentées | Réussies | Pct.   | Yards  | TD     | Int.   | Éval.  | Tentées | Yards | Moy.    | TD      | Nb.     | Perdus  |  |         |         |
| 2011   | Bengals de Cincinnati | 16     | 518     | 300      | 58,1   | 3 398  | 20     | 13     | 80,4   | 37      | 152   | 4,1     | 1       | 4       | 2       |  |         |         |
| 2012   | Bengals de Cincinnati | 16     | 528     | 329      | 62,3   | 3 669  | 27     | 16     | 87,4   | 47      | 120   | 2,6     | 4       | 4       | 4       |  |         |         |
| 2013   | Bengals de Cincinnati | 16     | 586     | 363      | 61,9   | 4 293  | 33     | 20     | 88,8   | 61      | 182   | 3,0     | 2       | 4       | 3       |  |         |         |
| 2014   | Bengals de Cincinnati | 16     | 481     | 309      | 64,2   | 3 398  | 19     | 17     | 83,5   | 60      | 169   | 2,8     | 4       | 3       | 2       |  |         |         |
| 2015   | Bengals de Cincinnati | 13     | 386     | 255      | 66,1   | 3 250  | 25     | 7      | 106,2  | 57      | 142   | 2,5     | 3       | 5       | 2       |  |         |         |
| 2016   | Bengals de Cincinnati | 16     | 563     | 364      | 64,7   | 4 206  | 18     | 8      | 91,8   | 46      | 184   | 4,0     | 4       | 9       | 3       |  |         |         |
| 2017   | Bengals de Cincinnati | 16     | 496     | 297      | 59,9   | 3 320  | 25     | 12     | 86,6   | 38      | 99    | 2,6     | 0       | 4       | 4       |  |         |         |
| 2018   | Bengals de Cincinnati | 11     | 365     | 226      | 61,9   | 2 566  | 21     | 11     | 89,6   | 16      | 99    | 6,2     | 0       | 1       | 0       |  |         |         |
| 2019   | Bengals de Cincinnati | 13     | 528     | 314      | 59,5   | 3 494  | 16     | 14     | 78,3   | 32      | 73    | 2,3     | 4       | 8       | 4       |  |         |         |
| 2020   | Cowboys de Dallas     | 11     | 333     | 216      | 64,9   | 2 169  | 14     | 8      | 87,3   | 28      | 114   | 4,1     | 0       | 2       | 1       |  |         |         |
| Totaux | Totaux                | Totaux | 4 782   | 2 973    | 62,2   | 33 763 | 218    | 126    | 87,5   | 422     | 1 335 | 3,2     | 22      | 44      | 25      |  |         |         |